# ダニエル・オナ・オンド
ダニエル・オナ・オンド（Daniel Ona Ondo、1945年7月10日 - ）は、ガボンの学者、教育者、政治家。オマール・ボンゴ大学学長、教育大臣、ガボン下院国民議会第一副議長を経て、2014年1月27日から2016年9月28日までガボン共和国首相。ガボン民主党所属。

## 経歴・人物
1945年7月10日、フランス領赤道アフリカガボン植民地（現在のガボン）ウォレウ・ンテム州オイェムに生まれる。フランスに留学し、ピカルディー大学とパリ第1大学で学ぶ。帰国し、首都リーブルヴィルのオマール・ボンゴ大学で教鞭を執るとともに1990年オマール・ボンゴ・オンディンバ大統領の顧問になる。また、同年、オマール・ボンゴ大学学長に就任した。1996年総選挙で下院議員に当選する。1997年保健・人口相付属担当相に任命される。1999年から2002年まで文相（正式には文化、芸術、普通教育、青年およびスポーツ相）。2002年1月27日、国民教育相。2002年5月26日、選挙で65パーセントを得票し、ウォレウ県選挙区でガボン民主党は4議席目を獲得するに至った。
2006年総選挙でもウォレウ県選挙区から立候補し自分を含めて4議席を得た。選挙後の2007年1月26日、下院第一副議長に選出された。
2009年6月25日、ボンゴ大統領が死去すると、オナ・オンドはラジオ・フランス・アンテルナショナルの番組で後継大統領候補として指名されることを希望した。オナ・オンドはガボン民主党内で最初に大統領選立候補に意欲を示した。
2012年1月27日、下院第一副議長に再選される。2014年1月24日、アリー・ボンゴ・オンディンバ大統領により首相に任命された。1月27日に正式に就任し、2016年9月28日まで務めた。